# Wellenhöhe

Geometrie einer trochoidalen Tiefwasserwelle: Zur Definition der Wellenlänge, des Ruhewasserspiegels, der Wellenhöhe, der horizontalen und der vertikalen Wellenasymmetrie.

Als Wellenhöhe (Formelzeichen {\displaystyle \textstyle H}) wird bei Wasserwellen die Höhendifferenz zwischen dem Hochpunkt eines Wellenbergs und dem Tiefpunkt eines Wellentals bezeichnet. Sie ist dementsprechend die Summe der maximalen Wasserspiegelauslenkung nach oben ({\displaystyle \textstyle H_{o}}) und nach unten ({\displaystyle \textstyle H_{u}}), bezogen auf den Ruhewasserspiegel:
{\displaystyle H=H_{o}+H_{u}}
Wasserwellen sind Schwerewellen. Sie weichen im Gegensatz zu den elektromagnetischen Wellen in ihrer Gestalt von der regelmäßigen Kosinusform derart ab, dass sie sowohl horizontal als auch vertikal asymmetrisch sind. Die Auslenkung nach oben ist in der Regel nicht gleich groß wie die Auslenkung nach unten. Die Wellenhöhe, wie sie ein Seemann angibt, ist aufgrund der Definition doppelt so hoch wie die Wellen-Amplitude, wie sie in der Physik verwendet wird. 
Die Wellenhöhe ist im tiefen Wasser abhängig von:
- Stärke des Windes
- Windlauflänge über Wasser (Fetch)
- Zeitspanne, in der der Wind weht

Je stärker die drei Faktoren, desto höher die Welle.
Der Fetch sorgt dafür, dass an der windablandigen Küste die Welle viel niedriger ist als an der windauflandigen Küste.
Wellen können sich gegenseitig überlagern. Wenn sich zwei Wellen gleichförmig überlagern, nimmt die Wellenhöhe zu, sonst ab.